# Ljawon Wolski

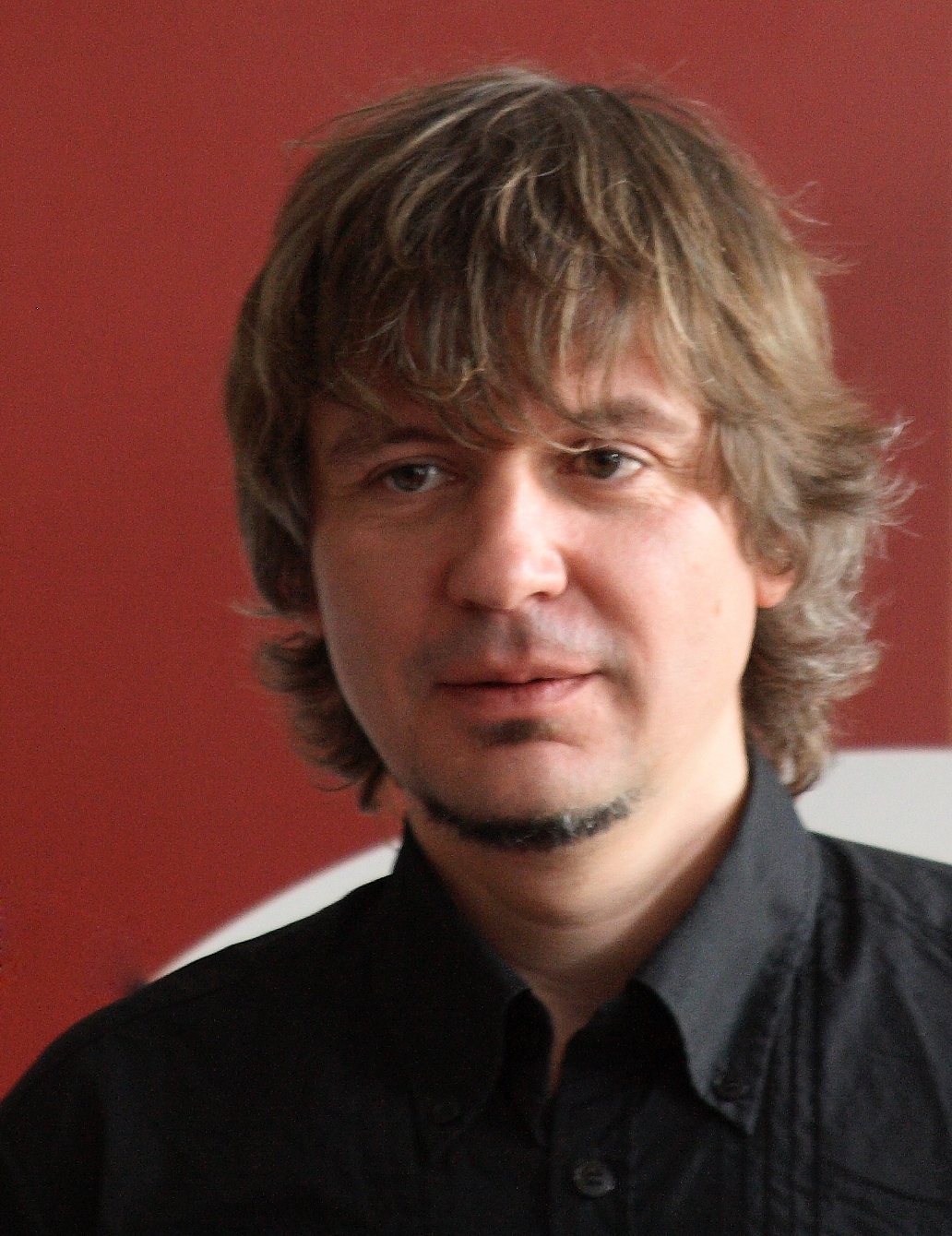
Lavon Volski (September 2009)

Lavon Volski (belarussisch Лявон Вольскі, ursprünglich Leanid Arturavič Seydel-Wolski [Леанід Артуравіч Зэйдэль-Вольскі]; * 14. September 1965 in Minsk) ist ein belarussischer Rockmusiker, Bandleader, Künstler und Schriftsteller. Er ist Gründer der Gruppen Mroja N. R. M. Krambambulya und Volski. Außerdem spielte und sang er in den Bands „Novae Neba“ und „Zet“.

## Leben
Lavon Volski ist der Sohn des deutschstämmigen Schriftstellers Artur Seydel-Wolski. Lavon studierte an der Kunsthochschule in Minsk und absolvierte seinen Militärdienst in der Armee. Volski ist seit Anfang der 1980er-Jahre als freier Musiker tätig, zuerst in der Sowjetunion, dann in seiner Heimat Belarus. Er singt vor allem in Belarussisch. Der Journalist und Belarus-Kenner Ingo Petz hält ihn für eine der „einflussreichsten Persönlichkeiten der belarussischen Kultur“ in den vergangenen 25 Jahren. Zu Zeiten der Sowjetunion galt die belarussische Kultur und Sprache als „Kultur der Bauern“ und zweitrangig gegenüber dem Russischen. Da das Land von einer „neosowjetischen Elite“ regiert werde, setze sich diese Diskriminierung bis heute fort. Wolski sei daher auch eine „Ikone der alternativen Kulturbewegung“. Er setze sich seit 16 Jahren mit „Literatur, Ironie, Musik und Mut“ gegen den autoritär regierenden Präsidenten Alexander Lukaschenko ein.
Volski hat auf einem Album unter anderem Texte der belarussischen Dichter Maksim Tank, Uladsimir Karatkewitsch und Ryhor Baradulin in Rocksongs verwendet.
Ende 2023 fügten belarussische Gerichte Wolskis Telegram- und Instagram-Seiten zur Liste extremistischer Materialien hinzu.

## Zitat von Wolski
„Die Katastrophe, das Unglück, das Leid ist ein wichtiger Teil der weißrussischen Mentalität. Deswegen glauben viele, dass unsere Kultur kein Sieger-Gen hat. Wir brauchen ein Erlebnis, mit dem wir uns selbst beweisen, dass wir die eigenen Herren unserer Geschichte und unseres Geschicks sein können.“

## Veröffentlichungen (Auswahl)
Gedichtbände:
- 1993: Kalidor
- 2000: Fotoalbom

Prosa:
- 2011: Milarus’[5]

## Diskografie

### Mit Mroya (1986–1994)
- Stary chram ("Old Temple")
- Zrok ("Vision")
- Studyja BM ("Studio BM")
- 28-ja zorka ("Star 28")

### Mit N.R.M.
- 1995: Lalalala
- 1996: Odzirydzidzina
- 1998: Pašpart hramadzianina N.R.M. ("Passport of citizen of N.R.M.")
- 2000: Try čarapachi ("Three turtles")
- 2002: Dom kultury ("House of Culture")
- 2007: 06

### Mit Krambambula
- 2002: Zastolny albom
- 2003: Karali rajonu ("Kings of the District")
- 2004: Radio Krambambula 0,33 FM
- 2007: Krambambula śviatočnaja ("Krambambulya festive")
- 2011: Drabadzi-drabada
- 2015: Čyrvony štral ("Red Strahl")

### Kollaborationen
- 1997: Narodny Albom ("People's album")
- 1999: Śviaty Viečar 2000 ("Holy evening 2000")
- 2000: Ja naradziŭsia tut ("I was born here")
- 2010: Takoha niama nidzie ("There is no such thing anywhere")

### Singles and EPs
- 2010: Vive Le Matin!
- 2019: Try čarapachi

### Kompilationen
- 2005: Premjer Tuzin 2005
- 2006: Premjer Tuzin 2006

### Solo Projekte
- 2008: Kuplety i prypievy
- 2010: Biełaja Jabłynia Hromu
- 2014: Hramadaznaūstva
- 2016: Psychasamatyka
- 2019: Hravitacyja
- 2020: Ameryka
- 2021: Trybunał
- 2023: Emihranty

## Awards
- 2016: Freemuse Award[6]